# Ġonna tal-Kmand

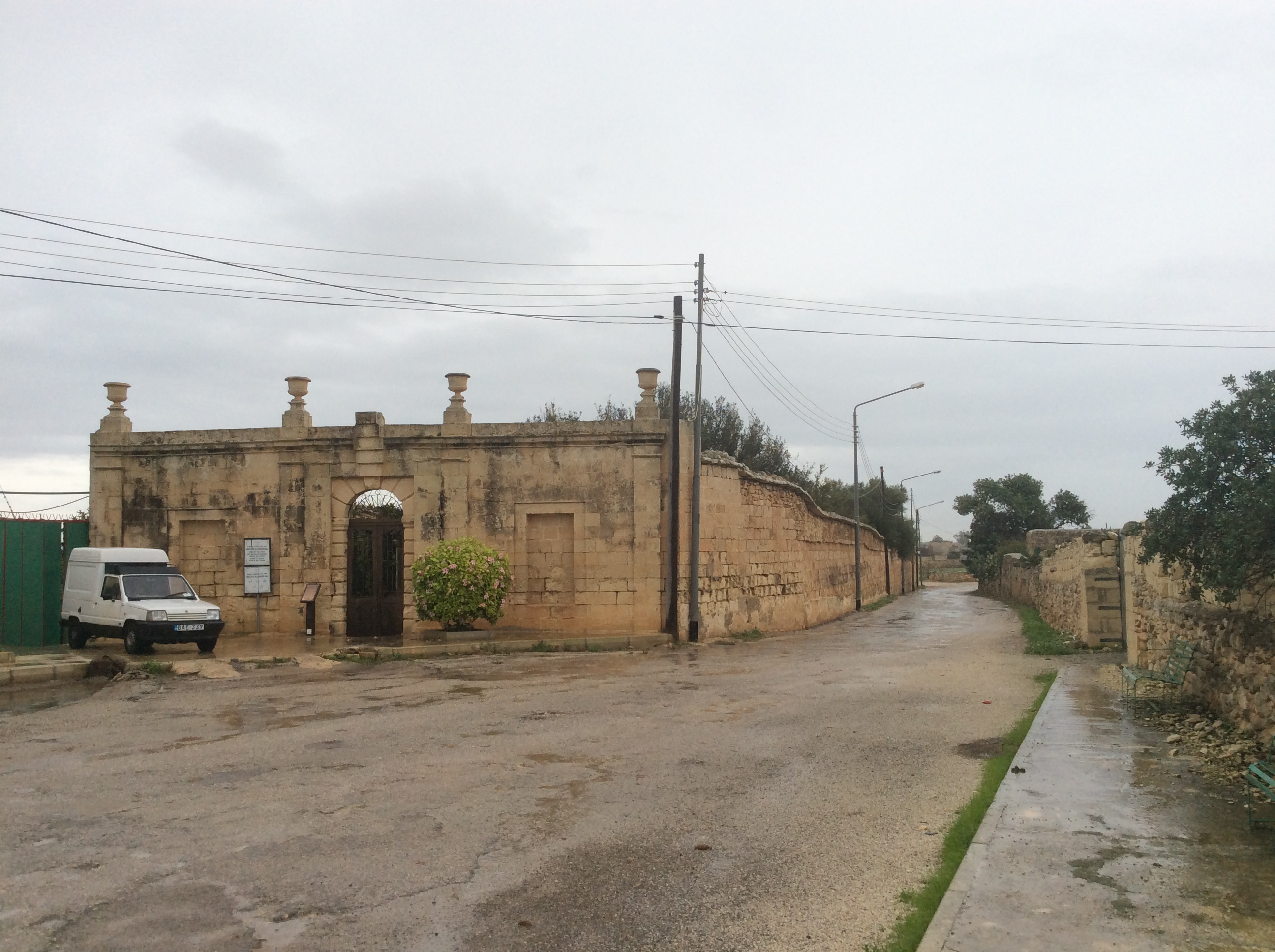
Sir Alexander Ball’s Garden w Safi, jeden z niewielu zachowanych i dobrze utrzymanych ogrodów publicznych

Ġonna tal-Kmand (pol. Ogrody Dowództwa, ang. Command’s Gardens), dawniej znane jako Ġonna tal-Kutnent (pol. Ogrody Poruczników, ang. Lieutenants’ Gardens), czasem też jako Ball Gardens – grupa ogrodów, w zamyśle publicznych, w różnych miejscach na Malcie, założonych we wczesnych latach XIX wieku, kiedy wyspa była brytyjskim protektoratem. Wykonanie ogrodów zostało zamówione w latach 1802–1805 przez cywilnego komisarza Alexandra Balla, zostały one oddane luogotenenti, naczelnikom odpowiedzialnym za miasta lub wsie.
Założonych zostało 21 ogrodów. Około połowa z nich została zlikwidowana w XX wieku, pozostałe przetrwały w różnym stopniu utrzymania. Najlepiej zachowane ogrody są w Gudji, Qrendi, Safi i Żejtunie.

## Historia

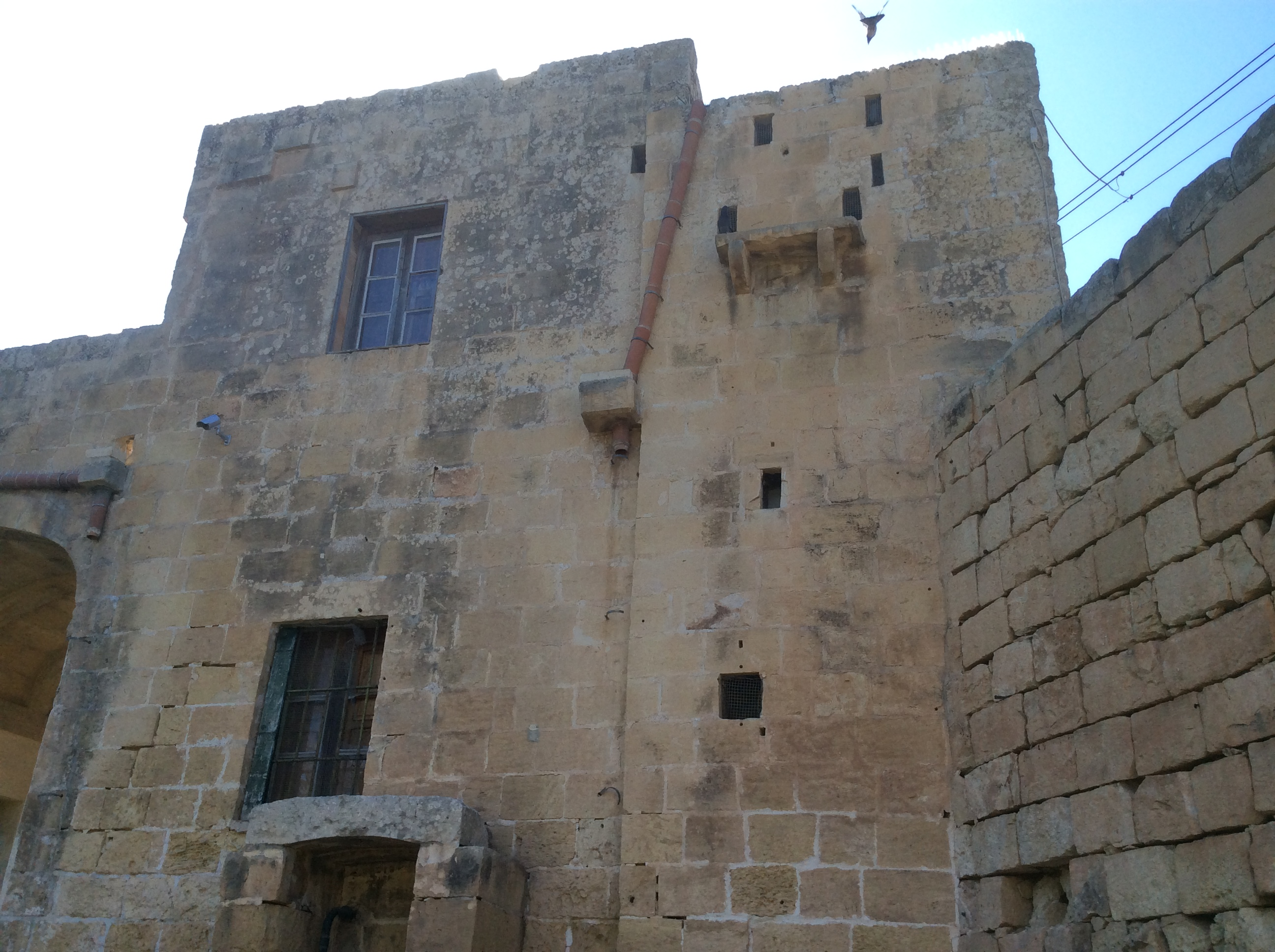
Gołębie dziury w Luqa Briffa Garden

Sir Alexander Ball był cywilnym komisarzem Malty od 1799 do 1801, i powtórnie od 1802 aż do śmierci w 1809. Podczas swojej drugiej kadencji, pomiędzy 1802 a 1805, zlecił on wykonanie 21 ogrodów w różnych miastach i wioskach wokół Malty. Ball zakładał, że ogrody będą dostępne dla publiczności, dał on je tymczasowo luogotenenti (porucznikom), którzy byli odpowiedzialni za administrowanie casali (siedliskami ludzkimi). Ci nie otworzyli jednak ogrodów dla publiczności, ale trzymali je na własny użytek, potem ogrody zaczęły być znane jako Il-Ġonna tal-Kmand, co znaczy po maltańsku „ogród dowódcy (naczelnika)”.
Ogrody miały zwiększyć ilość zieleni na wyspach maltańskich. Były one również wykorzystywane do doświadczeń rolniczych, czego rezultatem było wprowadzenie uprawy ziemniaka, dającej większe dochody niż bawełna, w owym czasie „numer jeden” maltańskiego eksportu rolniczego. Ball zakładał, że ogrody będą też wykorzystane do darmowego zaopatrywania rolników w nasiona i sadzonki, co niestety nie zostało zrobione, a ogrody nie zawsze były dobrze utrzymywane, gdyż luogotenenti przeważnie nie byli biegli w ogrodnictwie.
W zaprojektowanie i wykonanie ogrodów zaangażowanych było kilku architektów, m.in. kuzyni Antonio i Michele Cachia, a ich wygląd zainspirowany został XVIII-wiecznymi ogrodami włoskimi. Każdy ogród otoczony był wysokim murem, wewnątrz były kamienne ścieżki z filarami po bokach. Dla nawodnienia zbudowane zostały kamienne rury irygacyjne. Większość ogrodów miała pomieszczenia dla ogrodnika, gdzie znajdowały się też klatki dla gołębi. Wejścia do niektórych ogrodów ozdobione były płaskorzeźbą monogramu króla Jerzego III, była tam też inskrypcja, która stanowiła:

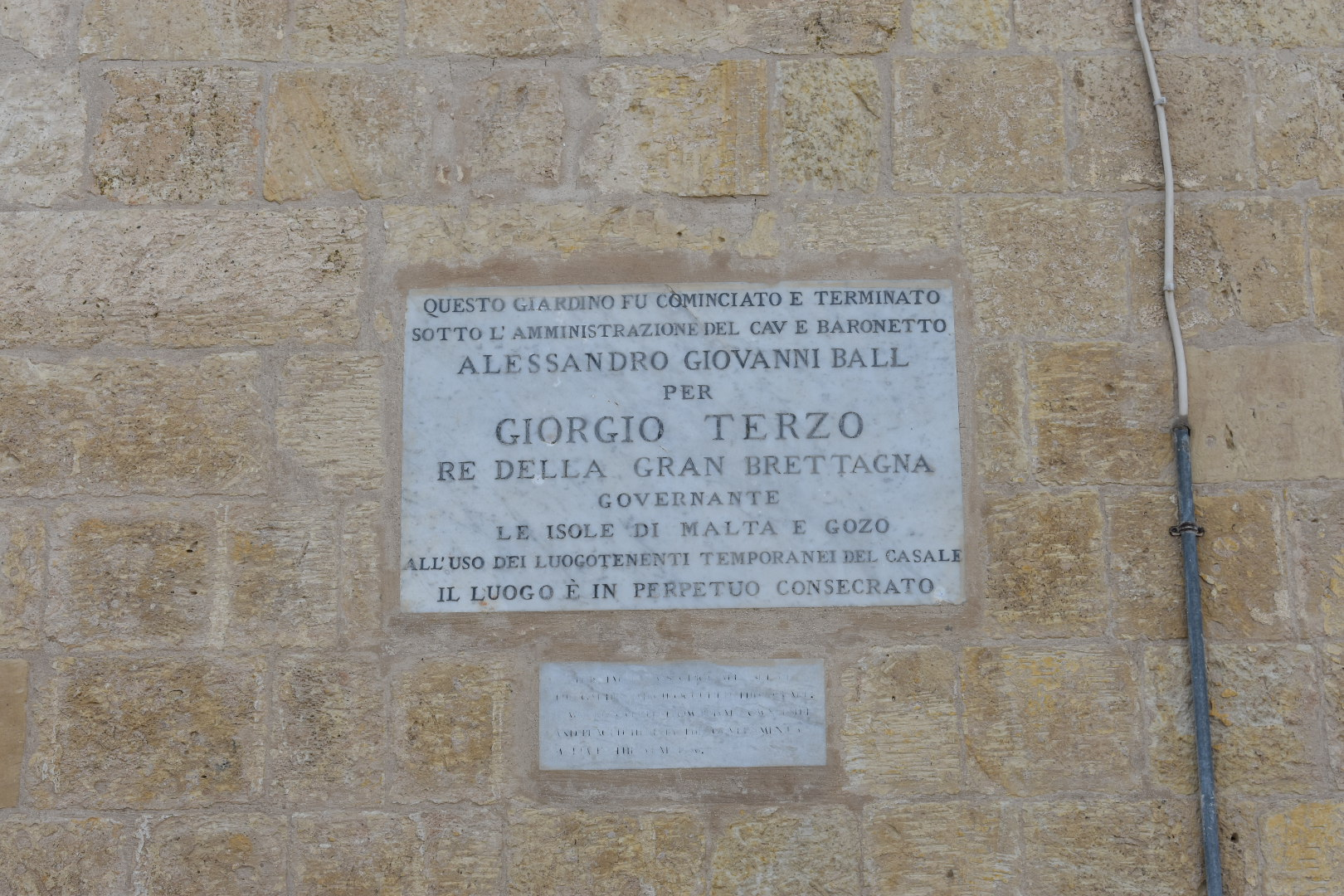
Inskrypcja z ogrodu w Żabbar

QUESTO GIARDINO FU COMINCIATO E TERMINATO

SOTTO L’AMMINISTRAZIONE DEL CAV E BARONETTO

ALESSANDRO GIOVANNI BALL

PER

GIORGIO TERZO

RE DELLA GRAN BRETTAGNA

GOVERNANTE

LE ISOLE DI MALTA E GOZO

ALL’USO DEI LUOGOTENENTI TEMPORANEI DEL CASALE

IL LUOGO È IN PERPETUO CONSECRATO

(co w wolnym tłumaczeniu znaczy: Ogród ten został rozpoczęty i ukończony pod zarządem rycerza i baroneta Aleksandra Johna Balla, dla Jerzego Trzeciego, króla Wielkiej Brytanii, władcy wysp Malta i Gozo, do użytkowania przez tymczasowych poruczników wioski, ku świętej wiecznej pamięci.)

Niektóre z ogrodów uległy z czasem zniszczeniu, a nawet likwidacji, niektóre, jak te w Attard, Balzan, Għargħur, Gudji, Liji, Moście, Qrendi, Safi, Siġġiewi, Żebbuġ i Żejtunie przetrwały, w różnym stanie zachowania, do czasów współczesnych. Wszystkie one należą do rządu, niektóre zostały oddane w użytkowanie osobom prywatnym, kiedy inne są zarządzane przez lokalne rady mieszkańców. W 2009 osiem ogrodów, oraz pozostałości ogrodu w Żabbar, zaliczonych zostało przez Malta Environment and Planning Authority do nieruchomości 1. klasy, zaś pozostałości trzech innych wpisane zostały na listę w 2010. Pozostałości ogrodu w Għaxaq zaliczone zostały w 2013 do nieruchomości 2. klasy.
Ogrody w Gudji, Safi, Siġġiewi, Żebbuġ oraz Żejtunie są również umieszczone w National Inventory of the Cultural Property of the Maltese Islands.

## Zachowane ogrody

### Attard

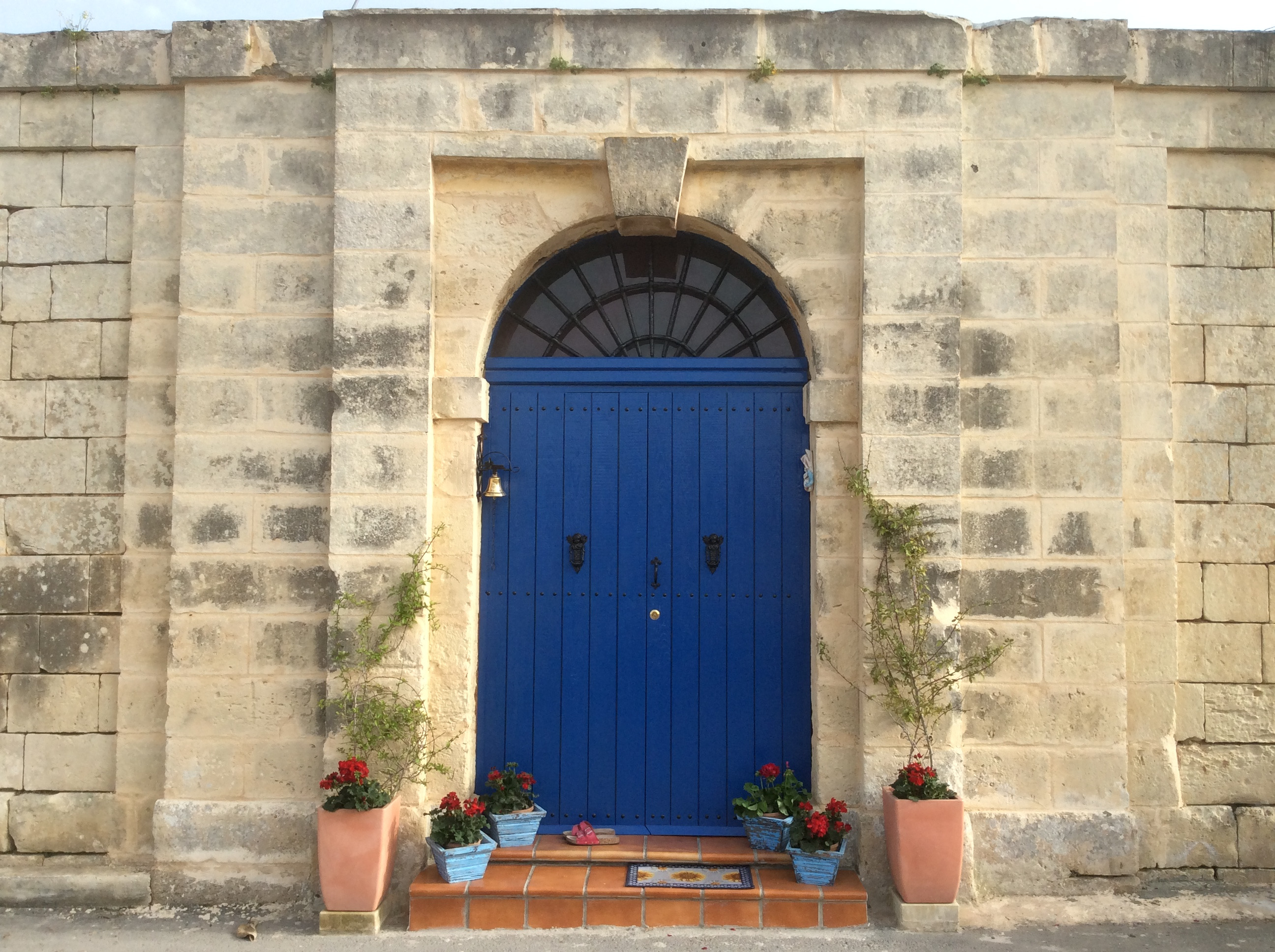
Il-Ġnien tal-Kmand w Attard

Ogród w Attard znajduje się przy Triq Hannibal (Hannibal Street). Ogród i należące do niego budowle są nieruchomościami 1. klasy.

### Balzan
Ogród w Balzan znajduje się przy Triq in-Naxxar (Naxxar Road), niedaleko wiatraka Ta’ Ganu. Jest nieruchomością 1. klasy od 2010.

### Għargħur
Ogród w Għargħur znajduje się przy Triq il-Ġnien (Garden Street). W ogrodzie znajduje się budynek, który służył jako dom luogotenente. Projektantem budynku w 1803 był Antonio Cachia. Nad głównym wejściem umieszczona jest pamiątkowa tablica z włoskim napisem odnoszącym się do króla Jerzego III, oraz nigdy nie ukończona rzeźba, mająca przedstawiać brytyjskie insygnia. Tak budynek, jak i ogród zostały oddany w leasing osobom prywatnym, i nie są publicznie dostępne.

### Gudja

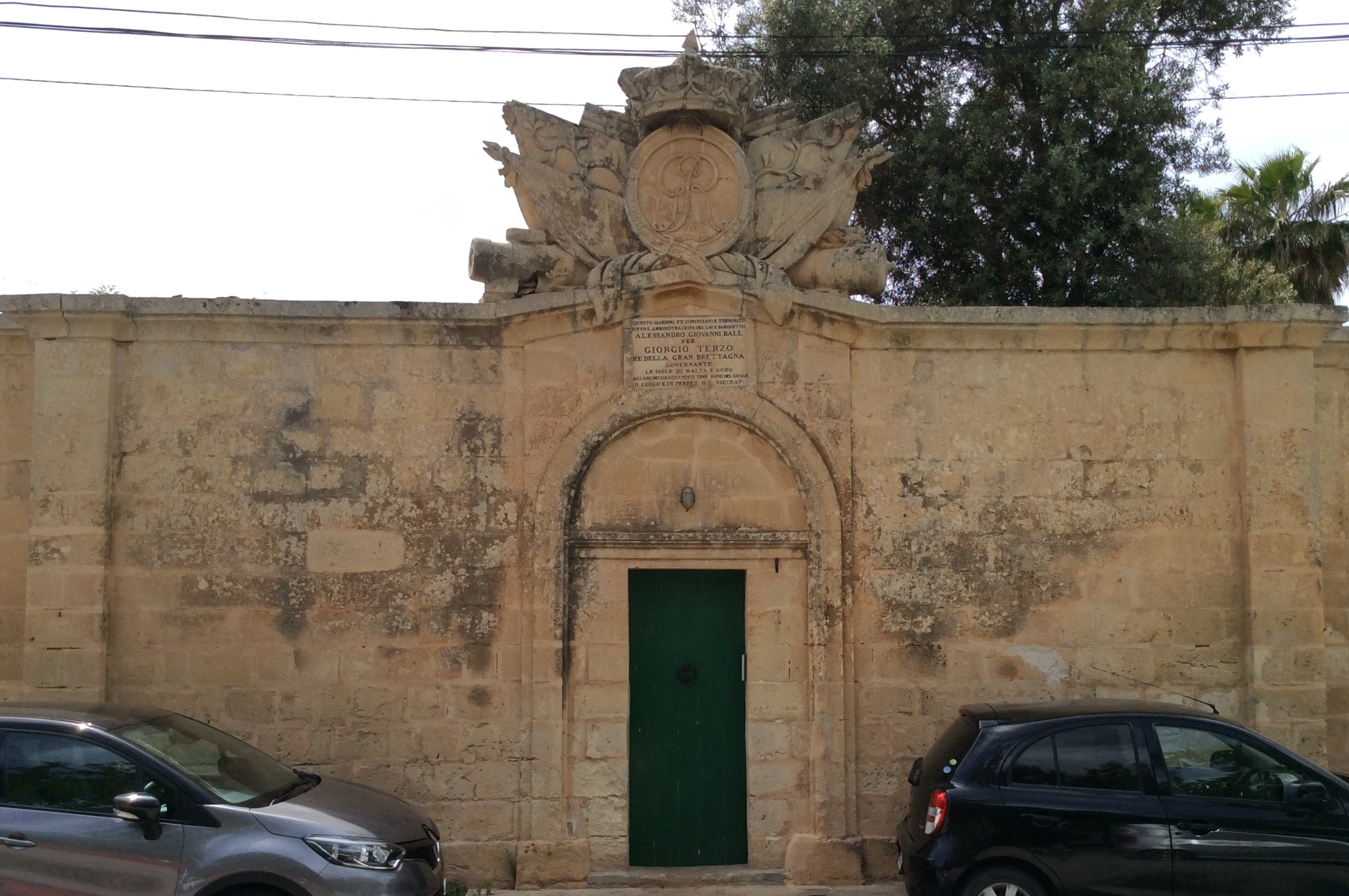
Il-Ġnien tal-Kmand w Gudji

Ogród w Gudji znajduje się przy Triq Bir Miftuħ (Bir Miftuħ Street). Wejście jest upiększone królewskim monogramem oraz inskrypcją.

### Lija
Ogród w Liji znajduje się przy Triq Annibale Preca (Annibale Preca Street), na terenie znanym jako Tal-Mirakli, blisko granicy z Attard. Ogród został częściowo zabudowany przez Plant Biotechnology Centre (Centrum Biotechnologii Roślin) i jego laboratoria. Znajdują się tam zbiorniki, które zasilają w wodę pobliski pałac San Anton.
Ogród jest otwarty dla publiczności przy różnych okazjach, lub na zamówienie, jako Ġnien il-Pjanti Maltin (ogród roślin maltańskich).

### Mosta

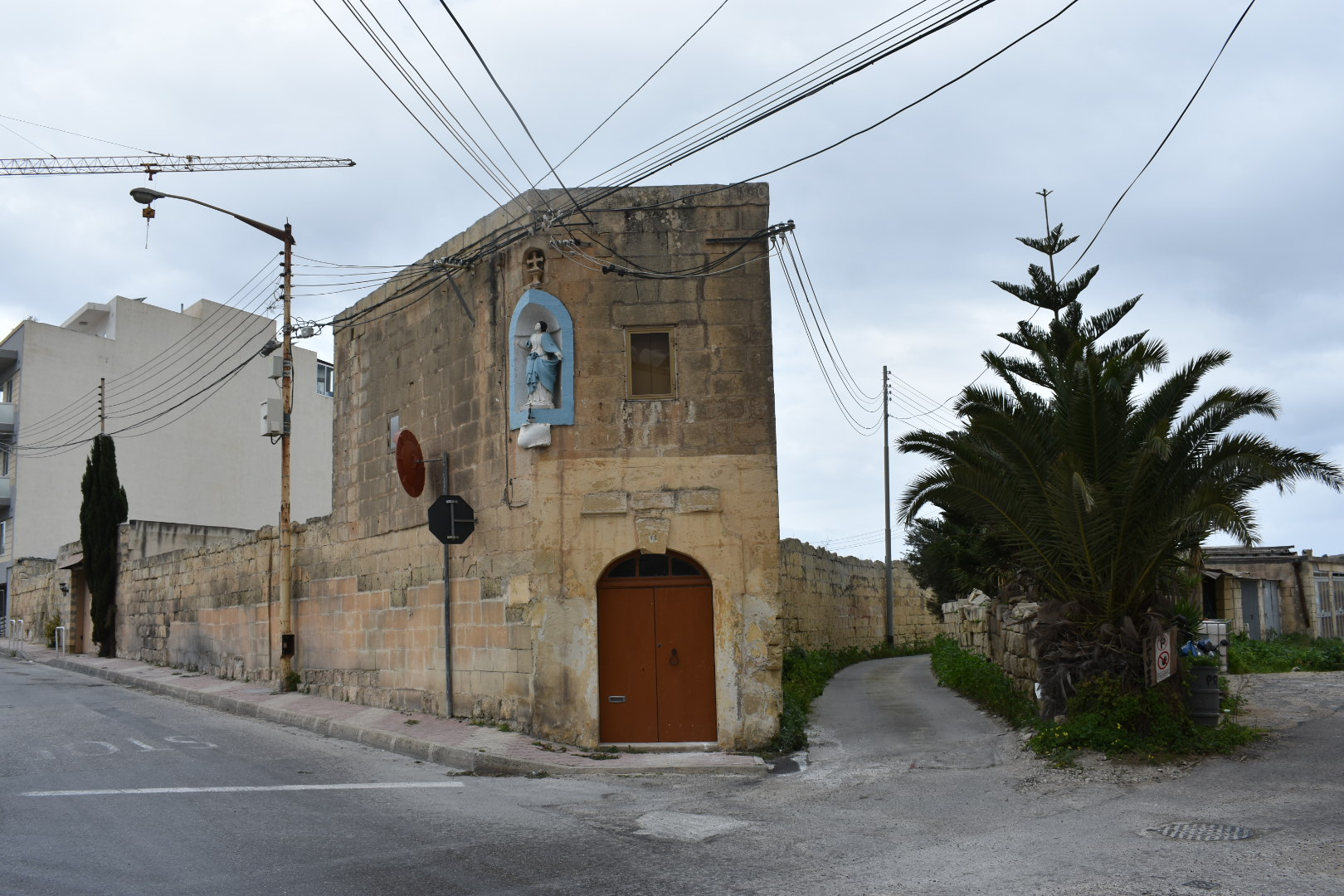
Il-Ġnien tal-Kmand w Moście

Ogród w Moście znajduje się przy Triq il-Kbira (Main Street), jest zaliczony do nieruchomości 1. klasy.

### Qrendi
Ogród w Qrendi znajduje się na rogu Triq Santa Katerina (St. Catherine Street) i Triq Dwardu Borg (Dwardu Borg Street). Nad wejściem znajduje się inskrypcja, lecz nie ma królewskiego monogramu. Ogród jest największym z zachowanych do dzisiaj, jest podzielony na dwie części, mały ogrodzony ogród oraz duże pole na tyłach. Rosną tam drzewka pomarańczowe, oliwne, cytrynowe, grusze, granatowce, figowce, miszpelniki oraz śliwy, a także opuncje. W ogrodzie znajduje zbiornik na wodę.
Ogród znany jest dziś jako Barn Owl’s Garden (ogród sowy płomykówki). Kiedyś były plany budowy na skraju pola, będącego częścią oryginalnego ogrodu, domu opieki, lecz zostały odrzucone.

### Safi

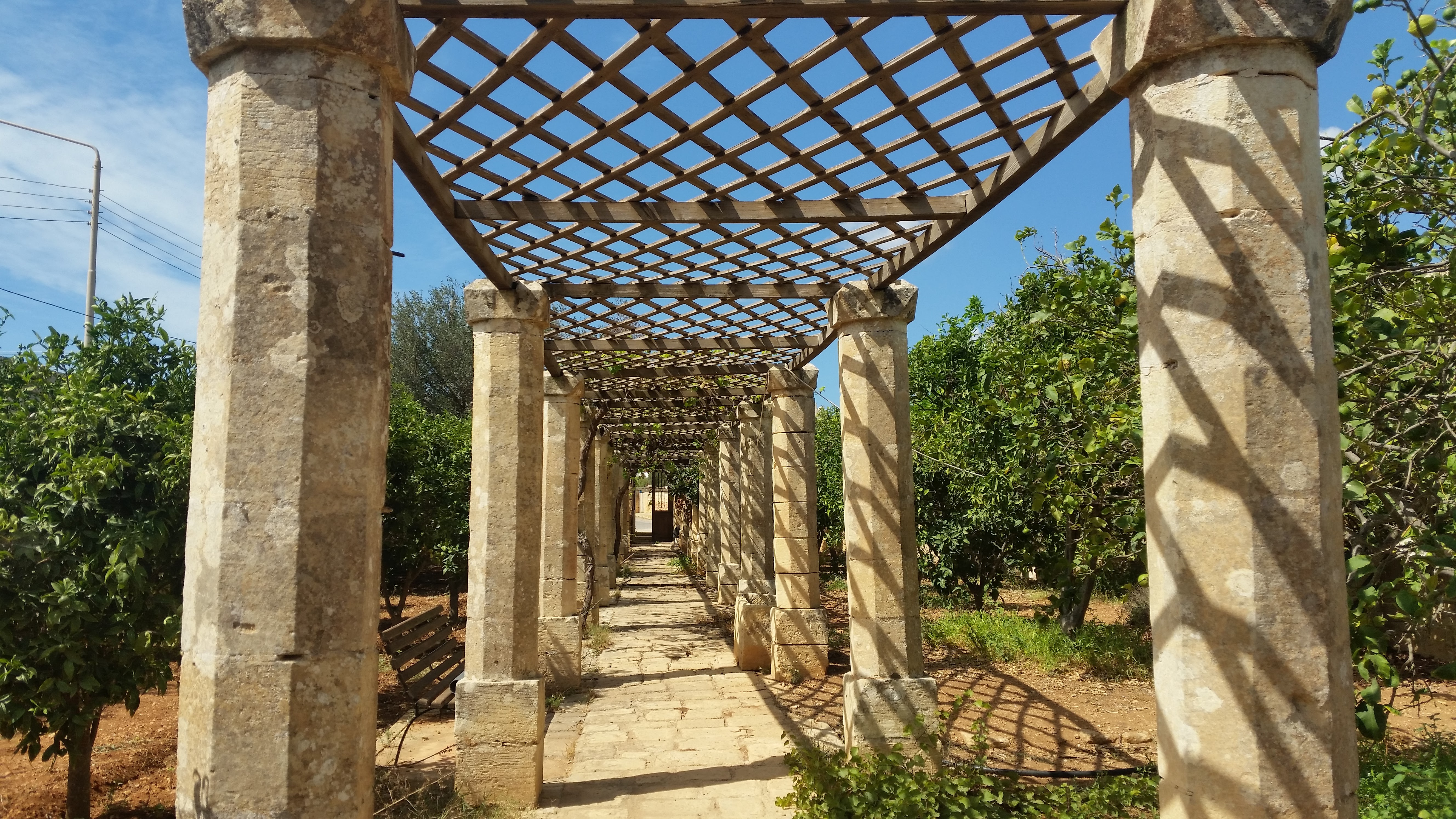
Wnętrze Sir Alexander Ball’s Garden w Safi

Ogród w Safi znajduje się przy Triq ta’ Ġawhar (Ta’ Ġawhar Street). Wejście do ogrodu oflankowane jest portalem, po którego obu stronach znajdują się wnęki podobne do okien. Ogród jest otwarty dla publiczności, i jest znany jako Sir Alexander Ball’s Garden (malt. Ġnien Sir Alexander Ball, pol. Ogród sir Aleksandra Balla).

### Siġġiewi
Ogród w Siġġiewi znajduje się przy Triq Lapsi (Lapsi Street). Wejście do ogrodu zawiera portal, po którego bokach znajdują się dwie wnęki w formie okien.

### Żebbuġ
Ogród w Żebbuġ znajduje się przy Triq it-Tiġrija (Tiġrija Street). Ma prostą fasadę z portalem i nie ukończonym godłem.

### Żejtun

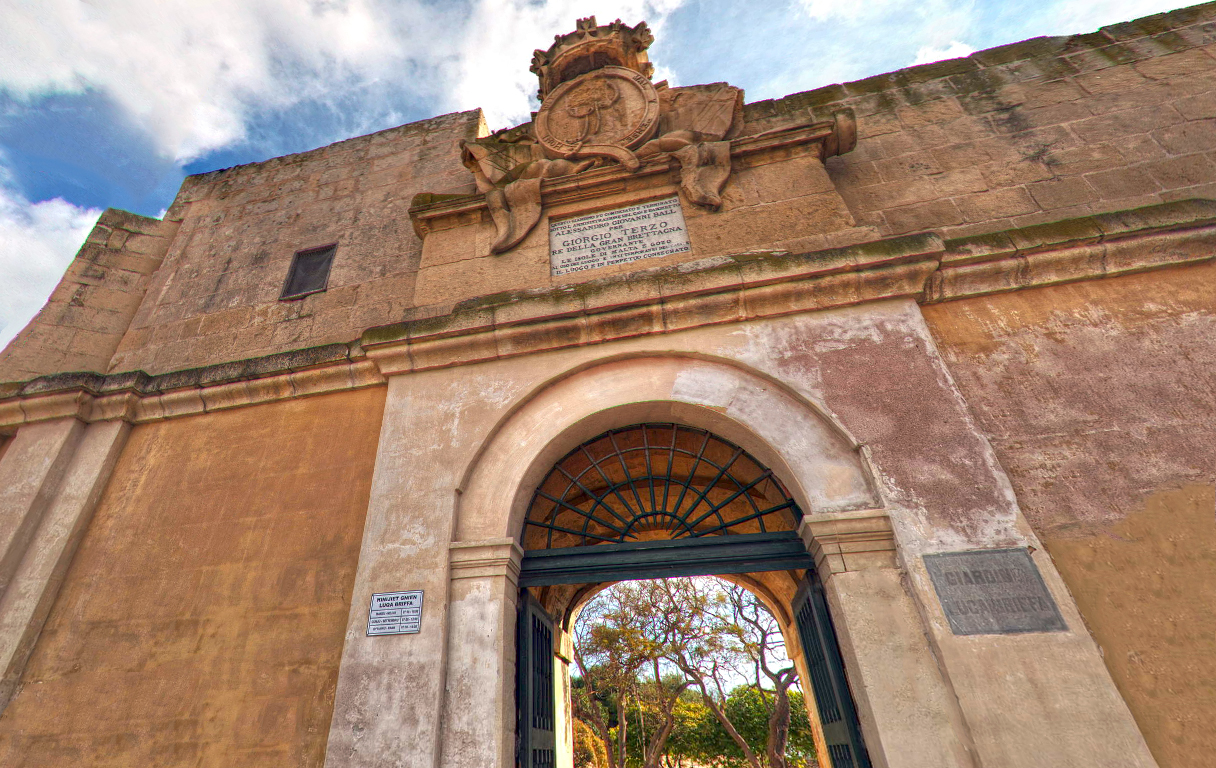
Luqa Briffa Garden w Żejtunie

Ogród w Żejtunie położony jest na rogu Triq Xrobb l-Għaġin (Xrobb l-Għaġin Street) i Triq id-Daħla ta’ San Tumas (St. Thomas Inlet Street). Wejście jest ozdobione królewskim monogramem i inskrypcją. Projektantem ogrodu był Michele Cachia.
Dziś ogród w Żejtunie jest dobrze urządzony i administrowany, jest otwarty dla publiczności jako Luqa Briffa Garden (malt. Ġnien Luqa Briffa).

## Ogrody zniszczone

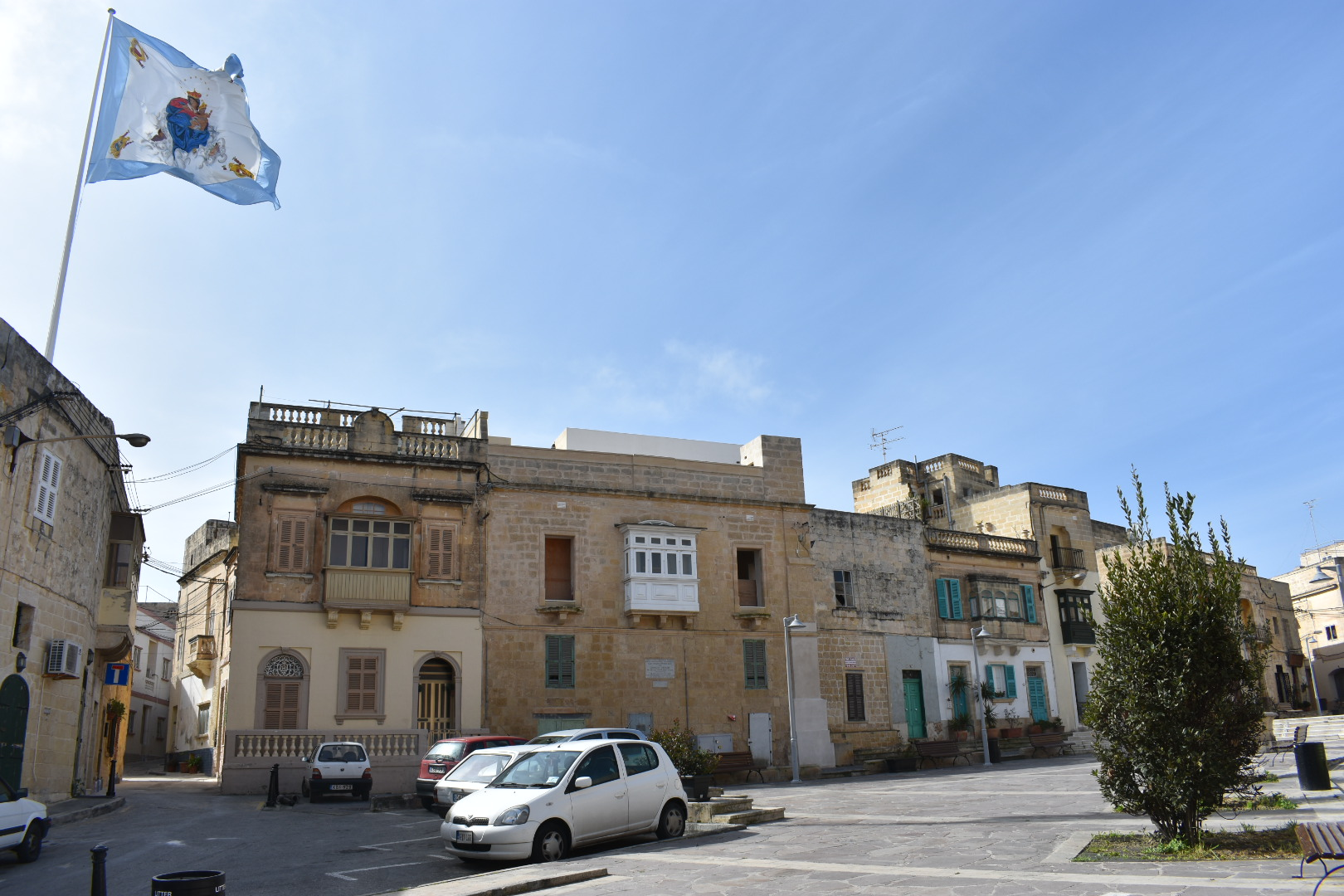
Misraħ is-Sliem w Żabbar, teren, na którym znajdował się ogród

Ogród w Għaxaq został w zdecydowanej części zabudowany, chociaż niektóre jego części wciąż istnieją i można je zobaczyć z Triq San Filippu (St. Philip Street).
Ogród w Żabbar znajdował się na miejscu dzisiejszego Misraħ is-Sliem (Peace Square). Tablica z napisem, który jest identyczny, jak w innych ogrodach, zachowała się i jest przytwierdzona do fasady jednego z budynków przy tym placu.
Ogród w Naxxar znajdował się na tyłach Palazzo Nasciaro, który mógł być rezydencją Luogotenente. Ogród został zabudowany różnymi domami.
Ogrody w Liji, Luqa, Mqabbie, Qormi i Żurrieq zostały zlikwidowane w XX wieku, robiąc miejsce pod zabudowę mieszkalną, szkoły i inne budynki.